# Francis Granger Quigley
Francis Granger Quigley, kanadski letalski častnik, vojaški pilot in letalski as, * 10. julij 1894, Toronto, † 20. oktober 1918, Liverpool.
Stotnik Quigley je v svoji vojaški službi dosegel 33 zračnih zmag.

## Življenjepis
Pred prvo svetovno vojno je bil študent na Kraljičini univerzi v Torontu. 16. decembra 1914 se je pridružil Kanadski kopenski vojski; na zahodni fronti je bil tako prvič s inženirci.
V začetku leta 1917 je postal pripadnik Kraljevega letalskega korpusa. Letel je s Sopwith Camel. 27. marca 1918 je bil ranjen v spopadu (zdrobljen gleženj), zato je bil poslan nazaj v Kanado, kjer je bil inštruktor. Na poti nazaj v Anglijo je zbolel za gripo in dva dni po prihodu v Liverpool tam tudi umrl.

## Odlikovanja
- Distinguished Service Order (DSO)
- Military Cross (MC) s ploščico